# Jakub Graff
Johann Jacob (Jan Jakub) Graff (ur. ok. 1778, zm. po 1833) – specjalista górniczy z Saksonii, architekt, projektant tężni solankowych w Ciechocinku.

## Życiorys
Immatrykulował się na Akademii Górniczej we Freibergu w 1797. Był stypendystą rządowym Akademii Górniczej we Freibergu w latach 1797–1801, potem pracował jako inżynier górniczy we Freibergu. We Freibergu Freiberg studiował pod kierunkiem m.in. znanego mineraloga i geologa  Abrahama Gottloba Wernera (1749-1817). Na ziemie polskie przybył ok. 1810 w celu reorganizacji krajowego górnictwa. W 1816 przybył do Królestwa Polskiego, gdzie objął stanowisko generalnego inżyniera górniczego. W 1817 w ramach Komisji Rządowej Spraw Wewnętrznych i Policji, której dyrektorem generalnym Wydziału Przemysłu i Kunsztów był ks. Stanisław Staszic, w ramach Głównej Dyrekcji Górniczej w Kielcach, był generalnym inżynierem górniczym. Opracował m.in. mapę geologiczną zasobów naturalnych okolic Gór Świętokrzyskich. Oszacował zasoby świętokrzyskich rud żelaza w dobrach rządowych na 16 mln ton, co miało wystarczyć na 135 lat. Otwarcie w 1881 kopalni w Krzywym Rogu na Ukrainie nieco zmniejszyło znaczenie zasobów, ale ostatnie kopalnie rud żelaza w regionie świętokrzyskim (koło Starachowic) zostały zlikwidowane dopiero w latach siedemdziesiątych XX w.
Był członkiem Głównej Dyrekcji Górniczej w Kielcach do 1827 roku i zarazem inspektorem generalnym dróg przy Komisji Rządowej Wyznań Religijnych i Oświecenia Publicznego.
Był obok takich postaci jak Jerzy Bogumił (Georg Gottlieb) Pusch, Fryderyk Lempe, Jan Karol Henryk Kaden, Wilhelm Krumpel, jednym z wybitnych specjalistów sprowadzonych z zagranicy, głównie z Saksonii, do Kielc staraniem Rządu Królestwa Polskiego, w celu utworzenia pierwszej polskiej uczelni technicznej – Szkoły Akademiczno-Górniczej w Kielcach, gdzie wykładał inżynierię górniczą, prawo górnicze, rysunek architektoniczny i topograficznyaż do 1824, gdy na stanowisku zastąpił go Wilhelm Krumpel. Już po kilku latach wykładał w języku polskim. Wykładał także do 1824 markszajderię (miernictwo górnicze – Markscheidekunst). 
Od 1827 był naczelnikiem Oddziału Kopalń i zajmował się poszukiwaniem soli kamiennej. W 1831 pracował w Komisji Rządowej Przychodów i Skarbu, gdzie Ministrem Prezydującym był Franciszek Ksawery Drucki-Lubecki, w wydziale górnictwa krajowego był radcą górniczym – naczelnikiem oddziału hut. W latach 1818–1823 mieszkał z rodziną w Kielcach. 
Był projektantem największych na świecie tężni solankowych w Ciechocinku wraz z kompleksem budynków warzelni soli. W dniu 23 września 1823 roku Johann Jacob Graff i Konstanty Leon Wolicki złożyli Lubeckiemu raport o postępie robót doświadczalnych przy pogłębianiu źródeł słonych w Ciechocinku. W dniu 12 czerwca 1824 roku reskryptem Lubeckiego, zgodnie z odezwą Komisji Rządowej Spraw Wewnętrznych i Policji z dnia 26 kwietnia 1824 roku, przedstawione zostały radcy górniczemu Graffowi obowiązki wynikające z budowy zakładu warzelnianego w Ciechocinku, a następnie warzenia tam soli. Zostały one następnie zatwierdzone pismem Xięcia Namiestnika Królewskiego z dnia 27 grudnia 1924 roku do Ministra Prezydującego w Komisji Rządowej Przychodu i Skarbu. Roboty budowlane pod nadzorem Graffa rozpoczęto 4 lipca 1824 roku, wykorzystując jego jego wcześniejsze opracowania i projekty, które pochodziły z 1816 roku. W dniu 24 listopada 1824 roku Graff na skutek reskryptu Komisji Rządowej Przychodów i Skarbu przedstawił anszlag do wybudowania 3 domów warzelnianych z cegły w zakładzie do warzenia soli w Słońsku. Następnie złożył w dniu 6 grudnia 1824 roku raport z prowadzonych robót Lubeckiemu. Prawidłowe warzenie soli rozpoczęto w dniu 21 października 1832 roku. Inwestycja była finansowana ze środków publicznych. Inwestorem zakładu był Bank Polski, który pozostał jego właścicielem do końca 1870 roku, po czym warzelnie przejął Skarb Rosyjski. 
Projekt 3 tężni opracował na podstawie odkrytych źródeł solanki. Budowa tężni I i II trwała w latach 1824–1829, tężnia nr III powstała w 1859. Łączna długość tężni wynosi 1741,5 m, a wysokość każdej 15,8 m. Tężnie zasilane są solanką pompowaną ze źródła nr 11, które znajduje się pod fontanną „Grzybek”. Nieopodal tężni nr 1 i 3, na podstawie z drobnych kamieni spoczywa kamień narzutowy z tablicą pamiątkową poświęconą prof. Jakubowi Graffowi. Tablica powstała w 2001 staraniem Towarzystwa Przyjaciół Ciechocinka. Znał raport pochodzący z tzw. drugiej podróży halurgicznej Alexandra von Humboldta do Kołobrzegu i Słońska (dziś dzielnica Ciechocinka) odbytej w 1794 r. - odnaleziony raport został opracowany przez prof. Dagmar Hülsenberg i Ingo Schwarz i opublikowany przez wydawnictwo De Gruyter Akademie Forschung Berlin w 2020 r. w formie książki noszącej tytuł "Gutachten zur Salzgewinnung 1789-1794". 

## Życie prywatne
Miejsce pochówku jest nieznane. Był żonaty z Augustą z domu Stein, z którą miał czwórkę dzieci: Jakub Graff (ur. 1818), Jakub Graff (ur. 1819, zm.1819), Jakubina Graff (ur. 1820), Jakub Graff (ur. 1823, zm. 1823). Miał dwóch braci: Maksymilian Graff (ur. 22 czerwca 1786 we Freibergu) oraz Friedrich Wilhelm Graff, jego ojciec był kupcem we Freibergu i nosił takie samo imię i nazwisko – Johann Jacob Graff. Jego córka Jakubina Graff, wyszła za Karola Knakego (1804 - po 1855) budowniczego m.in. tężni w Ciechocinku, zakładów w Rejowie, zespołu zakładu wraz z osiedlem przemysłowym w Sielpii Wielkiej i zespołu walcowni w Nietulisku Dużym. Karol Knake był ojcem Karoliny Knake (zm. 1897), żony Adama Waligórskiego (1819-1889) oraz dziadkiem Teofila Waligórskiego (1859-1913).

## Wybrane publikacje i dorobek naukowy
W unikatowy sposób łączył rozległą wiedzę z zakresu geologii, mineralogii, górnictwa i architektury. Wybrane prace naukowe Johanna Jacoba Graffa (w swoich pracach często posługiwał się przydomkiem "von", co podkreślać miało pochodzenie ze starosaksońskiego rodu rycerskiego) wchodzą w skład, powstałego wraz z założeniem Akademii Górniczej we Freibergu w listopadzie 1765 r., księgozbioru, który od tej pory miał być dostępny dla wszystkich studentów. Znaczący rozwój biblioteki nastąpił po śmierci mineraloga i geologa Abrahama Gottloba Wernera (1749-1817), który swoją prywatną biblioteką ukształtował uniwersalny charakter biblioteki Akademii Górniczej. Dorobek naukowy obejmuje m.in. liczne manuskrypty oraz szczegółowe mapy zasobów geologicznych Saksonii w regionie Rudaw oraz kolorowe chrakterystyczne rysunki budynków, budowli zaplecza kopalni oraz towarzyszącej topografii. Jego odręczne manuskrypty, znajdujące się bibliotece Akademii Górniczej we Freibergu przedstawiają szerokie studia i prace dotyczące zagadnień związanych z górnictwem - raport z prac górniczych dotyczący kopalni Kröner Fundgrube, położonej przed Schaafhofe, geologią, mineralogią, uwarunkowaniami geologicznymi i architektonicznymi budynków i budowli zaplecza górnictwa, raporty z kopalni i kontroli budynków górniczych, obserwacje dotyczące zróżnicowanego przebiegu i formowania się żył mineralnych w kopalni Neubeschert Glück, raport z wycieczki i obserwacji prac górniczych dotyczący kompleksu górniczego Kühschacht wraz z Mathusalem Fundgrube, położonego przed Bramą Erbischen, w rejonie Hohebirker nadzorowanym przez Urząd Górniczy we Freibergu, historia kopalni König Augustus Erbstolln w Niederschöna i Falkenberg, a także opisy wizyt w kopalniach - krótki opis wycieczki dotyczący kopalni Neuen Morgenstern Erbstolln, położonej koło Muldenbergu, raport z prac górniczych dotyczący kopalni Priesterlicher Glückswunsch Erbstolln, położonej przed Bramą Krzyżową (Kreutz-Thore). Manuskrypty te stanowią cenne źródło informacji na temat działalności górniczej w rejonie Freibergu pod koniec XVIII wieku, dokumentując techniczne aspekty eksploatacji oraz historię poszczególnych kopalń.